# Hummingbird Heartbeat
«Hummingbird Heartbeat» — песня американской исполнительницы Кэти Перри, записанная для её 3-го студийного альбома: «Teenage Dream». Авторами песни, стала сама Кэти, Christopher «Tricky» Stewart, Stacy Barthe и Monte Neuble. «Hummingbird Heartbeat», была вдохновлена бывшим парнем — Расселом Брендом. В песне, используются: Глэм-метал, рок и электроника, также в песне видны влияния данс-попа. Лирически, «Hummingbird Heartbeat», сравнивает ощущение любви со скоростью сердцебиения колибри. В целом, песня получила отзывы от музыкальных критиков, многие из которых назвали песню потенциальным синглом. Во время релиза «Teenage Dream», «Hummingbird Heartbeat» стартовала на нижних регионах South Korea Gaon International Chart, на 124 месте. 11 сентября 2012 года, песня была выпущена синглом в Австралии, на радио 2Day FM.

## Написание и вдохновение
В интервью YouTube об альбома «Teenage Dream», 10-го августа 2010 года, Кэти заявила, что «Hummingbird Heartbeat», была первой написанной песней для альбома, после завершения её тура: «Hello Katy Tour». Когда говорили о песне, Кэти сказала, как ей пришла в голову идея о написании песни:
«Я завтракала и увидела колибри, и колибри тоже завтракала, а также… и я не знаю, знаете ли вы, но колибри приносит удачу и я просто подумала о колибри. Я думала: Как быстро бьется её сердце, как: Сколько ударов в минуту? И с помощью этой идеи, кто-то заставит тебя почувствовать, вместо тех бабочек, которые заставляют биться ваше сердце все быстрее и быстрее.»

## Композиция
«Hummingbird Heartbeat» — быстрая глэм-метал, рок и электро песня, с элементами Дэнс-попа. Также, в песне видны особенности влияния музыки 80-х годов. «Hummingbird Heartbeat» — написана в ключе F♯ major, с темпом 120 ударов в минуту. Вокал Пэрри, имеет диапазон от A♯3 до D♯5. Интро и хор, следуют последовательности аккордов F♯/B-C♯-A♯m7-Bmaj9, в то время, как текст следует D♯m7-C♯-F♯7-Bmaj9. Песня включает в себя электронные гитары, акустические ударные, пианино и синтезаторы.

## Отзывы критиков
Репортер MTV News Tom Thorogood дал песне позитивную оценку, назвав сильной песней и как «Хорошего претендента на сингл». Jeb Inge (The Journal) назвал «Hummingbird Heartbeat» самой сильной песней в альбоме, в то время, как Michael Gallucci (The Scene) выделил песню, сравнив её с другими песнями с альбома «Teenage Dream». Gary Trust (Billboard) сравнил песню с первоначальными 5 синглами с Teenage Dream, и если песня станет синглом, то она поможет Перри быть первым артистом с 6 синглами номер 1 в Billboard Hot 100.

## Список композиций
- Цифровая загрузка

1. «Hummingbird Heartbeat» — 3:32

## Чарты
| Чарт                                 | Пиковая позиция |
| ------------------------------------ | --------------- |
| South Korea Gaon International Chart | 124             |

## Релиз
Список выпуска по датам в регионах, на носителе и лейбле.
| Регион    | Дата                  | Формат                          | Лейбл                 |
| --------- | --------------------- | ------------------------------- | --------------------- |
| Австралия | 11 сентября 2012 года | Contemporary Hit Radio, Airplay | EMI Australia Records |